# Ballspielverein Borussia 09 Dortmund 2024-2025
Questa pagina raccoglie i dati riguardanti il Ballspielverein Borussia 09 Dortmund nelle competizioni ufficiali della stagione 2024-2025.

## Maglie e sponsor
| Casa | Trasferta | Divisa competizioni UEFA |

## Rosa
Rosa aggiornata al 13 giugno 2025
| N. |                           | Ruolo | Calciatore                   |
| -- | ------------------------- | ----- | ---------------------------- |
| 1  | Svizzera (bandiera)       | P     | Gregor Kobel (vice capitano) |
| 2  | Brasile (bandiera)        | D     | Yan Couto                    |
| 3  | Germania (bandiera)       | D     | Waldemar Anton               |
| 4  | Germania (bandiera)       | D     | Nico Schlotterbeck           |
| 5  | Algeria (bandiera)        | D     | Ramy Bensebaini              |
| 6  | Germania (bandiera)       | C     | Salih Özcan                  |
| 7  | Stati Uniti (bandiera)    | C     | Giovanni Reyna               |
| 8  | Germania (bandiera)       | C     | Felix Nmecha                 |
| 9  | Costa d'Avorio (bandiera) | A     | Sébastien Haller             |
| 9  | Guinea (bandiera)         | A     | Serhou Guirassy              |
| 10 | Germania (bandiera)       | C     | Julian Brandt                |
| 13 | Germania (bandiera)       | C     | Pascal Groß                  |
| 14 | Germania (bandiera)       | A     | Maximilian Beier             |
| 16 | Belgio (bandiera)         | A     | Julien Duranville            |
| 17 | Inghilterra (bandiera)    | C     | Carney Chukwuemeka           |
| 18 | Germania (bandiera)       | A     | Youssoufa Moukoko            |

| N. |                        | Ruolo | Calciatore          |
| -- | ---------------------- | ----- | ------------------- |
| 20 | Austria (bandiera)     | C     | Marcel Sabitzer     |
| 21 | Paesi Bassi (bandiera) | A     | Donyell Malen       |
| 23 | Germania (bandiera)    | C     | Emre Can (capitano) |
| 24 | Svezia (bandiera)      | D     | Daniel Svensson     |
| 25 | Germania (bandiera)    | D     | Niklas Süle         |
| 26 | Norvegia (bandiera)    | D     | Julian Ryerson      |
| 27 | Germania (bandiera)    | A     | Karim Adeyemi       |
| 31 | Germania (bandiera)    | P     | Silas Ostrzinski    |
| 32 | Mali (bandiera)        | C     | Abdoulaye Kamara    |
| 33 | Germania (bandiera)    | P     | Alexander Meyer     |
| 35 | Polonia (bandiera)     | P     | Marcel Lotka        |
| 36 | Germania (bandiera)    | D     | Tom Roth            |
| 37 | Stati Uniti (bandiera) | A     | Cole Campbell       |
| 38 | Germania (bandiera)    | C     | Kjell Wätjen        |
| 39 | Italia (bandiera)      | D     | Filippo Mane        |
| 42 | Germania (bandiera)    | D     | Almugera Kabar      |
| 43 | Inghilterra (bandiera) | A     | Jamie Gittens       |
| 44 | Francia (bandiera)     | A     | Soumaila Coulibaly  |
| 77 | Inghilterra (bandiera) | A     | Jobe Bellingham     |

## Calciomercato

### Sessione estiva
| Acquisti         | Acquisti        | Acquisti        | Acquisti                    |
| R.               | Nome            | da              | Modalità                    |
| ---------------- | --------------- | --------------- | --------------------------- |
| A                | Serhou Guirassy | Stoccarda       | definitivo (18 milioni €)   |
| D                | Waldemar Anton  | Stoccarda       | definitivo (22,5 milioni €) |
| C                | Pascal Groß     | Brighton        | definitivo (7 milioni €)    |
| D                | Yan Couto       | Manchester City | prestito (4 milioni €)      |
| Altre operazioni |                 |                 |                             |
| R.               | Nome            | da              | Modalità                    |

| Cessioni         | Cessioni          | Cessioni  | Cessioni                   |
| R.               | Nome              | a         | Modalità                   |
| ---------------- | ----------------- | --------- | -------------------------- |
| A                | Sébastien Haller  | Leganés   | prestito                   |
| C                | Ole Pohlmann      | Rio Ave   | definitivo (1,6 milioni €) |
| D                | Mateu Morey       | Maiorca   | gratuito                   |
| C                | Salih Özcan       | Wolfsburg | prestito                   |
| A                | Youssoufa Moukoko | Nizza     | prestito                   |
| Altre operazioni |                   |           |                            |
| R.               | Nome              | da        | Modalità                   |
| A                | Marco Reus        |           | svincolato                 |
| D                | Mats Hummels      |           | svincolato                 |
| d                | Marius Wolf       |           | svincolato                 |

### Sessione invernale
| Acquisti         | Acquisti           | Acquisti     | Acquisti                 |
| R.               | Nome               | da           | Modalità                 |
| ---------------- | ------------------ | ------------ | ------------------------ |
| D                | Daniel Svensson    | Nordsjælland | prestito                 |
| D                | Diant Ramaj        | Ajax         | definitivo (5 milioni €) |
| C                | Carney Chukwuemeka | Chelsea      | n.d.                     |
| Altre operazioni |                    |              |                          |
| R.               | Nome               | da           | Modalità                 |
| A                | Sébastien Haller   | Leganés      | fine prestito            |
| C                | Salih Özcan        | Wolfsburg    | fine prestito            |

| Cessioni         | Cessioni         | Cessioni    | Cessioni                  |
| R.               | Nome             | a           | Modalità                  |
| ---------------- | ---------------- | ----------- | ------------------------- |
| A                | Donyell Malen    | Aston Villa | definitivo (25 milioni €) |
| Altre operazioni |                  |             |                           |
| R.               | Nome             | da          | Modalità                  |
| A                | Sébastien Haller | Utrecht     | prestito                  |
| D                | Diant Ramaj      | Copenaghen  | prestito                  |

### Sessione primaverile (dall'1/6 al 10/6)
| Acquisti         | Acquisti        | Acquisti   | Acquisti                    |
| R.               | Nome            | da         | Modalità                    |
| ---------------- | --------------- | ---------- | --------------------------- |
| C                | Jobe Bellingham | Sunderland | definitivo (30,5 milioni €) |
| Altre operazioni |                 |            |                             |
| R.               | Nome            | da         | Modalità                    |

| Cessioni         | Cessioni         | Cessioni         | Cessioni         |
| R.               | Nome             | a                | Modalità         |
| Altre operazioni | Altre operazioni | Altre operazioni | Altre operazioni |
| R.               | Nome             | da               | Modalità         |
| ---------------- | ---------------- | ---------------- | ---------------- |

## Risultati

### Bundesliga

#### Girone di andata
| Arbitro: | Zwayer (Berlino) |

|                    |           |  |
| Gittens 72’, 90+3’ | Marcatori |  |

| Brema 31 agosto 2024, ore 15:30 CEST 2ª giornata | Werder Brema                | 0 – 0 referto | Borussia Dortmund | Weserstadion (42 100 spett.)\| Arbitro: \| Hartmann (Wangen im Allgäu) \| |
| Arbitro:                                         | Hartmann (Wangen im Allgäu) |               |                   |                                                                           |

| Arbitro: | Schröder (Hannover) |

|                                                  |           |                                  |
| Malen 12’ Adeyemi 17’, 41’ Emre Can 90+3’ (rig.) | Marcatori | 39’ Pieringer 74’ (rig.) Breunig |

| Arbitro: | Badstübner (Norimberga) |

|                                                     |           |              |
| Undav 4’, 90’ Demirović 21’ Millot 62’ El Bilal 80’ | Marcatori | 75’ Guirassy |

| Arbitro: | Brych (Monaco di Baviera) |

|                                                     |           |                     |
| Guirassy 44’, 75’ Emre Can 62’ (rig.) F. Nmecha 81’ | Marcatori | 16’ Bero 21’ De Wit |

| Arbitro: | Reichel (Stoccarda) |

|                               |           |             |
| Vogt 26’ (rig.) Vertessen 45’ | Marcatori | 62’ Ryerson |

| Arbitro: | Jöllenbeck (Friburgo in Brisgovia) |

|                             |           |           |
| Bensebaini 43’ Guirassy 83’ | Marcatori | 78’ Smith |

| Arbitro: | Welz (Wiesbaden) |

|                         |           |          |
| Claude-Maurice 25’, 50’ | Marcatori | 4’ Malen |

| Arbitro: | Stieler (Amburgo) |

|                        |           |           |
| Beier 30’ Guirassy 65’ | Marcatori | 27’ Šeško |

| Arbitro: | Badstübner (Norimberga) |

|                                  |           |                     |
| Lee 36’ Burkardt 45+3’ Nebel 54’ | Marcatori | 40’ (rig.) Guirassy |

| Arbitro: | Brych (Monaco di Baviera) |

|                                               |           |  |
| Beier 7’ F. Nmecha 40’ Brandt 66’ Gittens 77’ | Marcatori |  |

| Arbitro: | Jablonski (Brema) |

|             |           |             |
| Gittens 27’ | Marcatori | 85’ Musiala |

| Arbitro: | Stieler (Amburgo) |

|                   |           |             |
| Stöger 71’ (rig.) | Marcatori | 65’ Gittens |

| Arbitro: | Osmers (Hannover) |

|           |           |                    |
| Reyna 46’ | Marcatori | 90+1’ Bruun Larsen |

| Arbitro: | Jöllenbeck (Friburgo in Brisgovia) |

|           |           |                                |
| Vavro 58’ | Marcatori | 25’ Malen 28’ Beier 30’ Brandt |

| Arbitro: | Stieler (Amburgo) |

|                                 |           |                         |
| Gittens 12’ Guirassy 79’ (rig.) | Marcatori | 1’ Tella 8’, 19’ Schick |

| Arbitro: | Petersen (Stoccarda) |

|                                                     |           |                       |
| Machino 27’ Harres 32’ Bernhardsson 45+4’ Arp 90+8’ | Marcatori | 71’ Reyna 77’ Gittens |

#### Girone di ritorno
| Arbitro: | Schlager (Hügelsheim) |

|                              |           |  |
| Ekitike 18’ O. Højlund 90+2’ | Marcatori |  |

| Arbitro: | Dingert (Lebecksmühle) |

|                                |           |                             |
| Guirassy 28’ Friedl 51’ (aut.) | Marcatori | 65’ Bittencourt 72’ Ducksch |

| Arbitro: | Willenborg (Osnabrück) |

|            |           |                        |
| Honsak 64’ | Marcatori | 33’ Guirassy 63’ Beier |

| Arbitro: | Siebert (Berlino) |

|            |           |                             |
| Brandt 81’ | Marcatori | 50’ (aut.) Anton 61’ Chabot |

| Arbitro: | Osmers (Hannover) |

|                   |           |  |
| Masouras 33’, 35’ | Marcatori |  |

| Arbitro: | Dankert (Rostock) |

|                                                        |           |  |
| Leite 25’ (aut.) Guirassy 40’, 75’, 80’, 83’ Beier 89’ | Marcatori |  |

| Arbitro: | Stieler (Sölden) |

|  |           |                          |
|  | Marcatori | 50’ Guirassy 58’ Adeyemi |

| Arbitro: | Aytekin |

|  |           |                |
|  | Marcatori | 23’ Gouweleeuw |

| Arbitro: | Jöllenbeck (Friburgo in Brisgovia) |

|                            |           |  |
| Xavi Simons 18’ Openda 48’ | Marcatori |  |

| Arbitro: | Schlager (Hügelsheim) |

|                             |           |           |
| Beier 39’, 72’ Emre Can 42’ | Marcatori | 42’ Nebel |

| Arbitro: | Zwayer (Berlino) |

|               |           |                                                      |
| Eggestein 88’ | Marcatori | 34’ Adeyemi 51’ Chukwuemeka 68’ Guirassy 78’ Gittens |

| Arbitro: | Welz (Wiesbaden) |

|                          |           |                     |
| Guerreiro 65’ Gnabry 69’ | Marcatori | 48’ Beier 75’ Anton |

| Arbitro: | Siebert (Berlino) |

|                                           |           |                               |
| Guirassy 41’ F. Nmecha 44’ Svensson 45+5’ | Marcatori | 24’ Itakura 56’ (rig.) Stöger |

| Arbitro: | Brand (Unterspiesheim) |

|                            |           |                                     |
| Hložek 61’ Kadeřábek 90+1’ | Marcatori | 20’ Guirassy 74’ Brandt 90+5’ Anton |

| Arbitro: | Brych (Monaco di Baviera) |

|                                   |           |  |
| Guirassy 3’, 59’ Adeyemi 69’, 73’ | Marcatori |  |

| Arbitro: | Aytekin |

|                            |           |                                                 |
| Frimpong 31’ Hofmann 90+2’ | Marcatori | 33’ Brandt 43’ Ryerson 73’ Adeyemi 77’ Guirassy |

| Arbitro: | Osmers |

|                                               |           |  |
| Guirassy 3’ (rig.) Sabitzer 47’ F. Nmecha 73’ | Marcatori |  |

### DFB-Pokal
| Arbitro: | Burda (Berlino) |

|           |           |                                                          |
| Iloka 55’ | Marcatori | 3’ Anton 31’ (rig.) Emre Can 45+1’ Brandt 62’ Duranville |

| Arbitro: | Siebert (Berlino) |

|           |           |  |
| Wind 117’ | Marcatori |  |

### UEFA Champions League

#### Fase campionato
| Arbitro: | Peljto |

|  |           |                                        |
|  | Marcatori | 76’, 86’ Gittens 90+5’ (rig.) Guirassy |

| Arbitro: | Sánchez Martínez |

|                                                                              |           |          |
| Emre Can 7’ (rig.) Adeyemi 11’, 29’, 42’ Guirassy 40’ (rig.), 66’ Nmecha 79’ | Marcatori | 9’ Maeda |

| Arbitro: | Kovács |

|                                                  |           |                       |
| Rüdiger 60’ Vinícius 63’, 86’, 90+3’ Vázquez 83’ | Marcatori | 30’ Malen 34’ Gittens |

| Arbitro: | Lambrechts |

|           |           |  |
| Malen 86’ | Marcatori |  |

| Arbitro: | Turpin |

|  |           |                                         |
|  | Marcatori | 41’ Gittens 56’ Bensebaini 90’ Guirassy |

| Arbitro: | Letexier |

|                          |           |                              |
| Guirassy 60’ (rig.), 78’ | Marcatori | 53’ Raphinha 75’, 85’ Torres |

| Arbitro: | Gözübüyük |

|                               |           |                     |
| Dallinga 71’ Iling-Junior 72’ | Marcatori | 15’ (rig.) Guirassy |

| Arbitro: | Nyberg |

|                                  |           |            |
| Guirassy 17’, 44’ Bensebaini 79’ | Marcatori | 50’ Marlon |

#### Fase a eliminazione diretta

##### Spareggi
| Arbitro: | Eskås |

|  |           |                                   |
|  | Marcatori | 60’ Guirassy 68’ Groß 82’ Adeyemi |

| Dortmund 19 febbraio 2025, ore 18:45 CET Spareggi - Ritorno | Borussia Dortmund | 0 – 0 (tot.: 3-0) referto | Sporting Lisbona | Westfalenstadion (80 300 spett.)\| Arbitro: \| Massa \| |
| Arbitro:                                                    | Massa             |                           |                  |                                                         |

##### Ottavi di finale
| Arbitro: | Sánchez Martínez |

|             |           |                |
| Adeyemi 22’ | Marcatori | 68’ Haraldsson |

| Arbitro: | Schärer |

|          |           |                               |
| David 5’ | Marcatori | 54’ (rig.) Emre Can 65’ Beier |

##### Quarti di finale
| Arbitro: | Eskås |

|                                             |           |  |
| Raphinha 25’ Lewandowski 48’, 66’ Yamal 77’ | Marcatori |  |

| Arbitro: | Mariani |

|                               |           |                       |
| Guirassy 11’ (rig.), 49’, 76’ | Marcatori | 54’ (aut.) Bensebaini |

### Coppa del mondo per club FIFA

#### Fase a gironi
| East Rutherford 17 giugno 2025, ore 12:00 UTC-4 | Fluminense | 0 – 0 referto | Borussia Dortmund | MetLife Stadium (29 755 spett.)\| Arbitro: \| Tantashev \| |
| Arbitro:                                        | Tantashev  |               |                   |                                                            |

| Arbitro: | Benítez |

|                                     |           |                                                              |
| Ribeiro 11’ Rayners 62’ Mothiba 90’ | Marcatori | 16’ F. Nmecha 34’ Guirassy 45+1’ Bellingham 59’ (aut.) Mudau |

| Arbitro: | Penso |

|              |           |  |
| Svensson 36’ | Marcatori |  |

#### Ottavi di finale
| Arbitro: | Tello |

|                   |           |               |
| Guirassy 14’, 24’ | Marcatori | 48’ Berterame |

#### Quarti di finale
| Arbitro: | Ramon Abatti |

|                                          |           |                                   |
| G. Garcìa 10’ F. Garcìa 20’ Mbappè 90+4’ | Marcatori | 90+3’ Beier 90+8’ (rig.) Guirassy |

## Statistiche
Aggiornate al 5 luglio 2025

### Statistiche di squadra
| Competizione             | Punti | In casa | In casa | In casa | In casa | In casa | In casa | In trasferta | In trasferta | In trasferta | In trasferta | In trasferta | In trasferta | In campo neutro | In campo neutro | In campo neutro | In campo neutro | In campo neutro | In campo neutro | Totale | Totale | Totale | Totale | Totale | Totale | DR  |
| Competizione             | Punti | G       | V       | N       | P       | Gf      | Gs      | G            | V            | N            | P            | Gf           | Gs           | G               | V               | N               | P               | Gf              | Gs              | G      | V      | N      | P      | Gf     | Gs     | DR  |
| ------------------------ | ----- | ------- | ------- | ------- | ------- | ------- | ------- | ------------ | ------------ | ------------ | ------------ | ------------ | ------------ | --------------- | --------------- | --------------- | --------------- | --------------- | --------------- | ------ | ------ | ------ | ------ | ------ | ------ | --- |
| Bundesliga               | 57    | 17      | 11      | 3       | 3       | 44      | 19      | 17           | 6            | 3            | 8            | 27           | 32           | -               | -               | -               | -               | -               | -               | 34     | 17     | 6      | 11     | 71     | 51     | +20 |
| Coppa di Germania        | -     | -       | -       | -       | -       | -       | -       | 2            | 1            | 0            | 1            | 4            | 2            | -               | -               | -               | -               | -               | -               | 2      | 1      | 0      | 1      | 4      | 2      | +2  |
| Champions League         | 15    | 7       | 4       | 2       | 1       | 17      | 7       | 7            | 4            | 0            | 3            | 14           | 12           | -               | -               | -               | -               | -               | -               | 14     | 8      | 2      | 4      | 31     | 19     | +12 |
| Coppa del mondo per club | -     | -       | -       | -       | -       | -       | -       | -            | -            | -            | -            | -            | -            | 5               | 3               | 1               | 1               | 9               | 7               | 5      | 3      | 1      | 1      | 9      | 7      | +2  |
| Totale                   | -     | 24      | 15      | 5       | 4       | 61      | 26      | 26           | 11           | 3            | 12           | 45           | 46           | 5               | 3               | 1               | 1               | 9               | 7               | 54     | 29     | 8      | 17     | 115    | 79     | +36 |

### Andamento in campionato
| Giornata  | 1 | 2 | 3 | 4 | 5 | 6 | 7 | 8 | 9 | 10 | 11 | 12 | 13 | 14 | 15 | 16 | 17 | 18 | 19 | 20 | 21 | 22 | 23 | 24 | 25 | 26 | 27 | 28 | 29 | 30 | 31 | 32 | 33 | 34 |
| --------- | - | - | - | - | - | - | - | - | - | -- | -- | -- | -- | -- | -- | -- | -- | -- | -- | -- | -- | -- | -- | -- | -- | -- | -- | -- | -- | -- | -- | -- | -- | -- |
| Luogo     | C | T | C | T | C | T | C | T | C | T  | C  | C  | T  | C  | T  | C  | T  | T  | C  | T  | C  | T  | C  | T  | C  | T  | C  | T  | T  | C  | T  | C  | T  | C  |
| Risultato | V | N | V | P | V | P | V | P | V | P  | V  | N  | N  | N  | V  | P  | P  | P  | N  | V  | P  | P  | V  | V  | P  | P  | V  | V  | N  | V  | V  | V  | V  | V  |
| Posizione | 2 | 4 | 2 | 8 | 5 | 7 | 7 | 7 | 5 | 7  | 5  | 5  | 6  | 8  | 6  | 8  | 10 | 10 | 11 | 11 | 11 | 11 | 10 | 10 | 10 | 11 | 10 | 8  | 8  | 7  | 7  | 5  | 5  | 4  |

Legenda:

Luogo: C = Casa; T = Trasferta. Risultato: V = Vittoria; N = Pareggio; P = Sconfitta.

### Andamento in Champions League
| Giornata  | 1 | 2 | 3  | 4 | 5 | 6 | 7  | 8  |
| --------- | - | - | -- | - | - | - | -- | -- |
| Luogo     | T | C | T  | C | T | C | T  | C  |
| Risultato | V | V | P  | V | V | P | P  | V  |
| Posizione | 4 | 1 | 11 | 7 | 4 | 9 | 14 | 10 |

Legenda:

Luogo: C = Casa; T = Trasferta. Risultato: R = Rinviata; V = Vittoria; N = Pareggio; P = Sconfitta.

### Statistiche dei giocatori
In corsivo i giocatori che hanno lasciato la squadra a stagione già iniziata.
| Giocatore        | Bundesliga | Bundesliga | Bundesliga  | Bundesliga | Coppa di Germania | Coppa di Germania | Coppa di Germania | Coppa di Germania | Champions League | Champions League | Champions League | Champions League | Coppa del mondo per club | Coppa del mondo per club | Coppa del mondo per club | Coppa del mondo per club | Totale   | Totale | Totale      | Totale     |
| Giocatore        | Presenze   | Reti       | Ammonizioni | Espulsioni | Presenze          | Reti              | Ammonizioni       | Espulsioni        | Presenze         | Reti             | Ammonizioni      | Espulsioni       | Presenze                 | Reti                     | Ammonizioni              | Espulsioni               | Presenze | Reti   | Ammonizioni | Espulsioni |
| ---------------- | ---------- | ---------- | ----------- | ---------- | ----------------- | ----------------- | ----------------- | ----------------- | ---------------- | ---------------- | ---------------- | ---------------- | ------------------------ | ------------------------ | ------------------------ | ------------------------ | -------- | ------ | ----------- | ---------- |
| K. Adeyemi       | 25         | 7          | 4           | 0          | 1                 | 0                 | 0                 | 0                 | 10               | 5                | 2                | 0                | 5                        | 0                        | 0                        | 0                        | 41       | 12     | 6           | 0          |
| W. Anton         | 26         | 2          | 4           | 0          | 1                 | 1                 | 0                 | 0                 | 10               | 0                | 1                | 0                | 5                        | 0                        | 0                        | 0                        | 42       | 3      | 5           | 0          |
| A. Azhil         | 1          | 0          | 0           | 0          | 0                 | 0                 | 0                 | 0                 | 1                | 0                | 0                | 0                | 0                        | 0                        | 0                        | 0                        | 2        | 0      | 0           | 0          |
| S. Bamba         | 0          | 0          | 0           | 0          | 0                 | 0                 | 0                 | 0                 | 0                | 0                | 0                | 0                | 0                        | 0                        | 0                        | 0                        | 0        | 0      | 0           | 0          |
| J. Bellingham    | -          | -          | -           | -          | -                 | -                 | -                 | -                 | -                | -                | -                | -                | 4                        | 1                        | 2                        | 0                        | 4        | 1      | 2           | 0          |
| M. Beier         | 29         | 8          | 3           | 0          | 2                 | 0                 | 0                 | 0                 | 12               | 1                | 1                | 0                | 3                        | 1                        | 1                        | 0                        | 46       | 10     | 5           | 0          |
| R. Bensebaini    | 31         | 1          | 6           | 0          | 1                 | 0                 | 1                 | 0                 | 12               | 2                | 4                | 0                | 5                        | 0                        | 1                        | 0                        | 49       | 3      | 12          | 0          |
| J. Brandt        | 30         | 5          | 1           | 0          | 2                 | 1                 | 0                 | 0                 | 13               | 0                | 0                | 0                | 5                        | 0                        | 0                        | 0                        | 50       | 6      | 1           | 0          |
| C. Campbell      | 4          | 0          | 0           | 0          | 1                 | 0                 | 0                 | 0                 | 1                | 0                | 0                | 0                | 0                        | 0                        | 0                        | 0                        | 6        | 0      | 0           | 0          |
| E. Can           | 31         | 3          | 3           | 1          | 2                 | 1                 | 0                 | 0                 | 12               | 2                | 1                | 0                | 0                        | 0                        | 0                        | 0                        | 45       | 6      | 4           | 1          |
| C. Chukwuemeka   | 10         | 1          | 1           | 0          | 0                 | 0                 | 0                 | 0                 | 3                | 0                | 0                | 0                | 4                        | 0                        | 0                        | 0                        | 17       | 1      | 1           | 0          |
| Y. Couto         | 21         | 0          | 5           | 0          | 1                 | 0                 | 0                 | 0                 | 8                | 0                | 2                | 0                | 5                        | 0                        | 2                        | 0                        | 35       | 0      | 9           | 0          |
| J. Duranville    | 12         | 0          | 2           | 0          | 1                 | 1                 | 0                 | 0                 | 9                | 0                | 0                | 0                | 2                        | 0                        | 0                        | 0                        | 24       | 1      | 2           | 0          |
| J. Gittens       | 32         | 8          | 4           | 0          | 2                 | 0                 | 1                 | 0                 | 14               | 4                | 0                | 0                | 1                        | 0                        | 0                        | 0                        | 49       | 12     | 5           | 0          |
| P. Groß          | 30         | 0          | 5           | 1          | 2                 | 0                 | 0                 | 0                 | 13               | 1                | 3                | 0                | 5                        | 0                        | 1                        | 0                        | 50       | 1      | 9           | 1          |
| S. Guirassy      | 30         | 21         | 4           | 0          | 1                 | 0                 | 0                 | 0                 | 14               | 13               | 2                | 0                | 5                        | 4                        | 1                        | 0                        | 50       | 38     | 7           | 0          |
| A. Kabar         | 5          | 0          | 2           | 1          | 0                 | 0                 | 0                 | 0                 | 0                | 0                | 0                | 0                | 0                        | 0                        | 0                        | 0                        | 5        | 0      | 2           | 1          |
| G. Kobel         | 32         | -47        | 1           | 0          | 2                 | -1                | 0                 | 0                 | 13               | -19              | 0                | 0                | 5                        | -7                       | 0                        | 0                        | 52       | -74    | 1           | 0          |
| Y. Lührs         | 3          | 0          | 0           | 0          | 0                 | 0                 | 0                 | 0                 | 0                | 0                | 0                | 0                | 0                        | 0                        | 0                        | 0                        | 3        | 0      | 0           | 0          |
| D. Malen         | 14         | 3          | 1           | 0          | 2                 | 0                 | 0                 | 0                 | 5                | 2                | 1                | 0                | 0                        | 0                        | 0                        | 0                        | 21       | 5      | 2           | 0          |
| A. Meyer         | 2          | -4         | 0           | 0          | 1                 | -1                | 0                 | 0                 | 1                | -0               | 0                | 0                | 0                        | -0                       | 0                        | 0                        | 4        | -5     | 0           | 0          |
| F. Nmecha        | 26         | 4          | 3           | 0          | 1                 | 0                 | 1                 | 0                 | 9                | 1                | 2                | 0                | 5                        | 1                        | 1                        | 0                        | 41       | 6      | 7           | 0          |
| S. Özcan         | 11         | 0          | 0           | 0          | 0                 | 0                 | 0                 | 0                 | 3                | 0                | 0                | 0                | 0                        | 0                        | 0                        | 0                        | 14       | 0      | 0           | 0          |
| J. Paulina       | 0          | 0          | 0           | 0          | 1                 | 0                 | 0                 | 0                 | 0                | 0                | 0                | 0                | 0                        | 0                        | 0                        | 0                        | 1        | 0      | 0           | 0          |
| G. Reyna         | 16         | 2          | 3           | 0          | 0                 | 0                 | 0                 | 0                 | 9                | 0                | 0                | 0                | 1                        | 0                        | 0                        | 0                        | 26       | 2      | 3           | 0          |
| J. Ryerson       | 29         | 2          | 6           | 1          | 1                 | 0                 | 0                 | 0                 | 12               | 0                | 2                | 0                | 5                        | 0                        | 0                        | 0                        | 47       | 2      | 8           | 1          |
| M. Sabitzer      | 26         | 1          | 3           | 0          | 2                 | 0                 | 0                 | 0                 | 11               | 0                | 2                | 0                | 4                        | 0                        | 0                        | 0                        | 43       | 1      | 5           | 0          |
| N. Schlotterbeck | 23         | 0          | 7           | 2          | 2                 | 0                 | 2                 | 0                 | 12               | 0                | 0                | 0                | 0                        | 0                        | 0                        | 0                        | 37       | 0      | 9           | 2          |
| N. Süle          | 15         | 0          | 1           | 0          | 1                 | 0                 | 0                 | 0                 | 5                | 0                | 0                | 0                | 4                        | 0                        | 0                        | 0                        | 25       | 0      | 1           | 0          |
| D. Svensson      | 12         | 1          | 0           | 0          | 0                 | 0                 | 0                 | 0                 | 4                | 0                | 0                | 0                | 5                        | 1                        | 0                        | 0                        | 21       | 2      | 0           | 0          |
| K.-A. Wätjen     | 2          | 0          | 0           | 0          | 0                 | 0                 | 0                 | 0                 | 0                | 0                | 0                | 0                | 0                        | 0                        | 0                        | 0                        | 2        | 0      | 0           | 0          |